# Ralph Lane

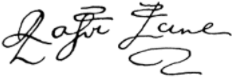
La firma de Ralph Lane.

Ralph Lane (ca. 1530 - octubre de 1603) fue un marino y explorador inglés de la época isabelina recordado por haber formado parte en 1585 del intento fallido de colonizar la isla de Roanoke, en la actual Carolina del Norte. También sirvió a la Corona en Irlanda y fue nombrado caballero por la Reina en 1593.

## Biografía

### Primeros años y educación
Los orígenes de Ralph no han podido ser demostrados. De acuerdo con el Diccionario de Biografías Nacionales era «de padres y educación desconocidos» (of unknown parentage and education).
Algunos sostienen que Ralph habría nacido alrededor de 1530 en Lympstone, Devon, Inglaterra [cita requerida] y que sus padres eran Sir Ralph Lane de Orlingbury[cita requerida] y Parr Maud[cita requerida], una prima de Catherine Parr, la última reina consorte de Enrique VIII.

### Carrera
Lane comenzó sirviendo a la Corona en 1563 como escudero al servicio de la reina Isabel I de Inglaterra. Sus deberes como oficial de la Casa Real incluían la aplicación de la ley y la recaudación de derechos de aduana.
Lane es recordado por haber quedado al frente de un intento de establecer un asentamiento en la isla de Roanoke, a petición de sir Walter Raleigh. La reina Isabel buscaba lugares para colonizar y el continente americano parecía maduro para la expansión de los ingleses. El viaje comenzó el 9 de abril de 1585, cuando Lane zarpó del puerto de Plymouth en una flota al mando del primo de Raleigh, sir Richard Grenville, con cinco naves principales y 300 hombres: el Tiger (Grenville), el Roebuck, el Red Lion, el Elizabeth y el Dorothy. Desafortunadamente, una fuerte tormenta en la costa de Portugal separó el Tiger del resto de la flota.: 57  Los capitanes tenían un plan de contingencia si se separaban debiendo de reunirse de nuevo en Puerto Rico. El Tiger arribó el 11 de mayo a la Baye del Muskito (bahía de Guayanilla). A la espera de las otras naves, Grenville estableció relaciones con los españoles al mismo tiempo que participó en alguna operación de corso contra ellos,: 62  y también construyó una pequeña fortaleza. El Elizabeth llegó poco después de la construcción de la fortaleza.: 91  Finalmente, Grenville cansado de esperar a las naves restantes, partió el 7 de junio. La fortaleza fue abandonada, y su ubicación se desconoce. Cuando el Tiger navegaba a través del Ocracoke Inlet el 26 de junio, golpeó un banco de arena, arruinando la mayor parte de los suministros de alimentos.: 63  La expedición logró reparar la nave, y a principios de julio se reunió con el Roebuck y el Dorothy, que había llegado a los Outer Banks algunas semanas antes. El Red Lion les había acompañado, pero apenas desembarcó a sus pasajeros se fue a Terranova para el corso.: 64  Después de realizar una exploración inicial de la costa continental y de los asentamientos indígenas, los nativos de una aldea aquascogoc fueron acusados de robar una copa de plata. En represalia, el pueblo fue saqueado y quemado.: 72 
A pesar de este incidente y de la falta de alimentos, Grenville decidió dejar Ralph Lane y a 107 hombres para establecer la colonia en el extremo norte de la isla de Roanoke, prometiendo volver en abril de 1586 con más hombres y provisiones frescas. Los hombres desembarcaron el 17 de agosto de 1585 y construyeron una pequeña fortaleza en la isla y luego Lane ordenó la exploración de los alrededores. No hay imágenes de la fortaleza de Roanoke, pero es probable que fuera una estructura similar a la de la bahía de Guayanilla. Pasó abril de 1586 sin noticias de auxilio de Grenville y en junio, el incidente de la copa robada, provocó un ataque a la fortaleza que los colonos fueron capaces de repeler.: 5  Poco después del ataque, todavía en junio, sir Francis Drake hizo un alto al frente de una flota que regresaba a Inglaterra después de haber realizado un amplio raid por las posesiones españolas en el Caribe llegó a Roanoke y ofreció a Lane y a sus hombres llevarlos con él, lo que aceptaron por temor a la carencia de alimentos y al aumento de tensiones con los líderes locales. En este viaje de regreso, los colonos de Roanoke introdujeron el tabaco, el maíz y las papas en Inglaterra.: 5  La flota de Drake llegó al puerto de Portsmouth el 28 de julio. El relato de Ralph Lane [The Account of Ralph Lane] apareció por primera vez en la obra del historiador inglés Richard Hakluyt de 1589, Principall Navigations, Voyages, Traffiques and Discoveries of the English Nation [Navegaciones, viajes, tráficos y descubrimientos de la nación inglesa]. Para Lane, el viaje en el Tiger había demostrado ser difícil ya que se había enfrentado al agresivo liderazgo de Grenville a quien encontró una persona de intolerable orgullo y ambición insaciable (intolerable pride and unsatiable ambition).
La flota de socorro de Grenville llegó poco después de la salida de Drake con los colonos. Al encontrar la colonia abandonada, Grenville regresó a Inglaterra con el grueso de su fuerza, dejando tras de sí un pequeño destacamento, tanto para mantener una presencia inglesa como para proteger la reclamación de Raleigh en Virginia.

### Resto de carrera
Lane también participó en otras expediciones más adelante. En enero de 1592 fue nombrado general maestro de revista (muster-master general) de Irlanda y fue nombrado caballero (knigh) el año siguiente. En 1594, Lane fue gravemente herido durante una rebelión irlandesa contra la Corona. Nunca se recuperó y murió en 1603.